# Rohrverbindungselement
Rohrverbindungselemente oder kurz Rohrverbinder dienen der konstruktiven Verbindung von Quadrat- und Rundrohren. Die meisten Verbindungselemente sind wieder lösbar, so dass sie wiederholt eingesetzt werden können und erfordern keine Vorbehandlung des Werkstoffs, wie sie etwa beim Schweißen und Löten oft notwendig ist.
Rohre können über einfache Steckverbinder verbunden werden, kraftschlüssige Verbindungen werden in der Regel jedoch mit Klemmverbindern ausgeführt, welche die Verbindung durch verschraubte Klemmelemente sichern. Um die volle Belastbarkeit von dickwandigen Rohren auszunutzen, werden Verbindungselemente verwendet, die das Rohr von außen umschließen und in geschlossener Ausführung oder in Halbschalenausführung erhältlich sind.
Rohrverbindungselemente werden etwa zur Montage von Tragkonstruktionen wie Gerüsten und Gestellen, von Führungs- und Sicherungselementen wie Handläufen, Brüstungen und Absturzsicherungen, sowie sonstigen allgemeinen Vorrichtungen und Hilfskonstruktionen verwendet.
Rohrverbinder werden eingesetzt:
- im Bauwesen zur Herstellung von Hilfs- und Unterkonstruktionen (wie Lehrgerüste), Absperrungen, Führungs- und Sicherungselementen sowie im Gerüst- und Schalungsbau. Gerüstkupplungen bzw. Gerüstschellen als Teil der Verbindungstechnik im Gerüstbau unterliegen einer eigenen Normung.
- in der Veranstaltungstechnik (Messebau, Ausstellungsbau, Bühnentechnik) und  zum Errichten von temporären Konstruktionen
- bei der Film- und Fernsehproduktion (Kulissenbau, Lichttechnik …)
- in der Industrie zur Einrichtung von Arbeitsplätzen und Fertigungsanlagen
- im Handwerk bei der Werkstatteinrichtung und im Ladenbau
- im Rohrleitungsbau zur druckdichten Verbindung von Leitungssystemen durch spezielle Rohrverbinder.

## Klemmprinzip
Mittels Schraubverbindung wird das Element zusammengezogen und fixiert das Rohr durch Klemmung. Das zulässige Anzugsmoment der Schrauben muss beachtet werden, um den erforderlichen Reibschluss zwischen Klemmelement und Rohr zu erreichen.

### Geschlossene Ausführung
Geschlossene Rohrverbindungselemente sind vorzugsweise für Rundrohre erhältlich. Hierbei erreicht der Klemmbereich nahezu 360° und die Flächenpressung zwischen Rohr und Klemmelement verteilt sich gleichmäßig. Der Spannbereich, der durch das Anziehen der Befestigungsschrauben erzielt werden kann, beträgt je nach Größe und Werkstoff wenige Zehntelmillimeter bis einige Millimeter, weshalb die Toleranzen der verwendeten Rohre beachtet werden müssen. Die vorgesehenen Toleranzen der genormten Rohrqualitäten müssen eingehalten werden, damit die Klemmfunktion gewährleistet ist.

### Halbschalenausführung
Halbschalenelemente stehen für Rundrohre und Quadratrohre zur Verfügung. Der mögliche Spannbereich ist hierbei größer als bei der geschlossenen Ausführung. Die Flächenpressung zwischen Rohr und Klemmelement baut sich nur in Zugrichtung der Befestigungsschrauben auf. Für Quadratrohre gelten hierfür die parallelen Flächen in Zugrichtung. An den gewölbten Flächen der Rundrohre ist die Belastung in Schraubenrichtung am größten und nimmt zu den Seiten hin bis Null ab. Die Flächenpressung bei Rundrohrverbindungen wird deshalb nach der projizierten Fläche (Hertzsche Pressung) ermittelt.

## Werkstoffe
Die Rohrverbindungselemente werden in Aluminium-Kokillenguss, Aluminium-Strangpressprofil, verstärktem Kunststoff, Stahl und Edelstahl hergestellt.